# Тенсберг
Тенсберґ (англ. Tønsberg) — місто на південному сході Норвегії. Адміністративний центр фольке Вестфолл. Розташоване в «голові» фйорду Тенсберґфйорден. Вважається найстарішим містом Норвегії.

## Історія
Тенсберґ був заснований бл. 871 р. і став важливим торговим осередком.
У XIII столітті король Гокон Гоконсон збудував тут свій замок — Тенсберґгус.
У 1536 році місто було знищене вогнем і лише з XVIII ст. Тенсберґ перетворився на важливий порт, ставши теж головним китоловним та судноплавним центром Норвегії.
До кінця 1960-х років Тенсберґ залишався третім найбільшим мореплавним містом Норвегії.
Тенсберґ і надалі є промисловим та мореплавним центром, з такими різноманітними підприємствами як: суднобудівні верфі, паперові фабрики, броварні та підприємства по обробці шкіри та металу. Тенсберґ особливо славиться своїми срібними виробами.
Туристичні атракції включають руїни замку Тенсберґгус, церкву святого Миколая (бл. 1150), руїни королівського замку (1276), церкву Сем (бл. 1100) та Музей Вестфола.
В середині липня кожного року в місті відбувається фестиваль норв. Slottsfjellfestivalen, який є одним з найбільших фестивалів Норвегії, де протягом 30-и днів приїздить близько 30 000 відвідувачів.
Муніципалітет Тенсберґа підтримує активне спортивне життя завдяки декільком спортивним клубам та командам з різних видів спорту. Найкраща футбольна команда міста — ФК «Тенсберґ».

## Економіка
На сьогодні Тенсберґ — це найважливіше торгове місто в окрузі. У центрі міста знаходиться найбільший торговельний центр міста — норв. Farmandstredet, з великою кількістю магазинів, стратегічно розташований поряд з міським автовокзалом.
Місто також має безліч ресторанів та барів, здебільшого в прибережних районах, готельний комплекс (Choice Hotels).
Найстаріша нині в місті компанія — норв. Tønsberg reperbane (з 2015 Bridon Scanrope), створена в 1796 р., виробляє сталеві троси.
У Тенсберзі розвинена харчова промисловість, в тому числі бійня та молочні заводи. Великі території навколо Тенсберґа використовуються для вирощування овочів.

## Відомі особистості

### Народилися
- Інґве Госей (* 1968) — норвезький співак.
- Магнус Карлсен (* 1990) — норвезький шаховий гросмейстер, лідер світового рейтингу.

## Міста-побратими
- Коваррубіас, Іспанія
- Евора, Португалія
- Ісафіордюр, Ісландія
- Йоенсуу, Фінляндія
- Ламія, Греція
- Лінчепінг, Швеція
- Равенна, Італія
- Шпаєр, Німеччина[4]

## Галерея

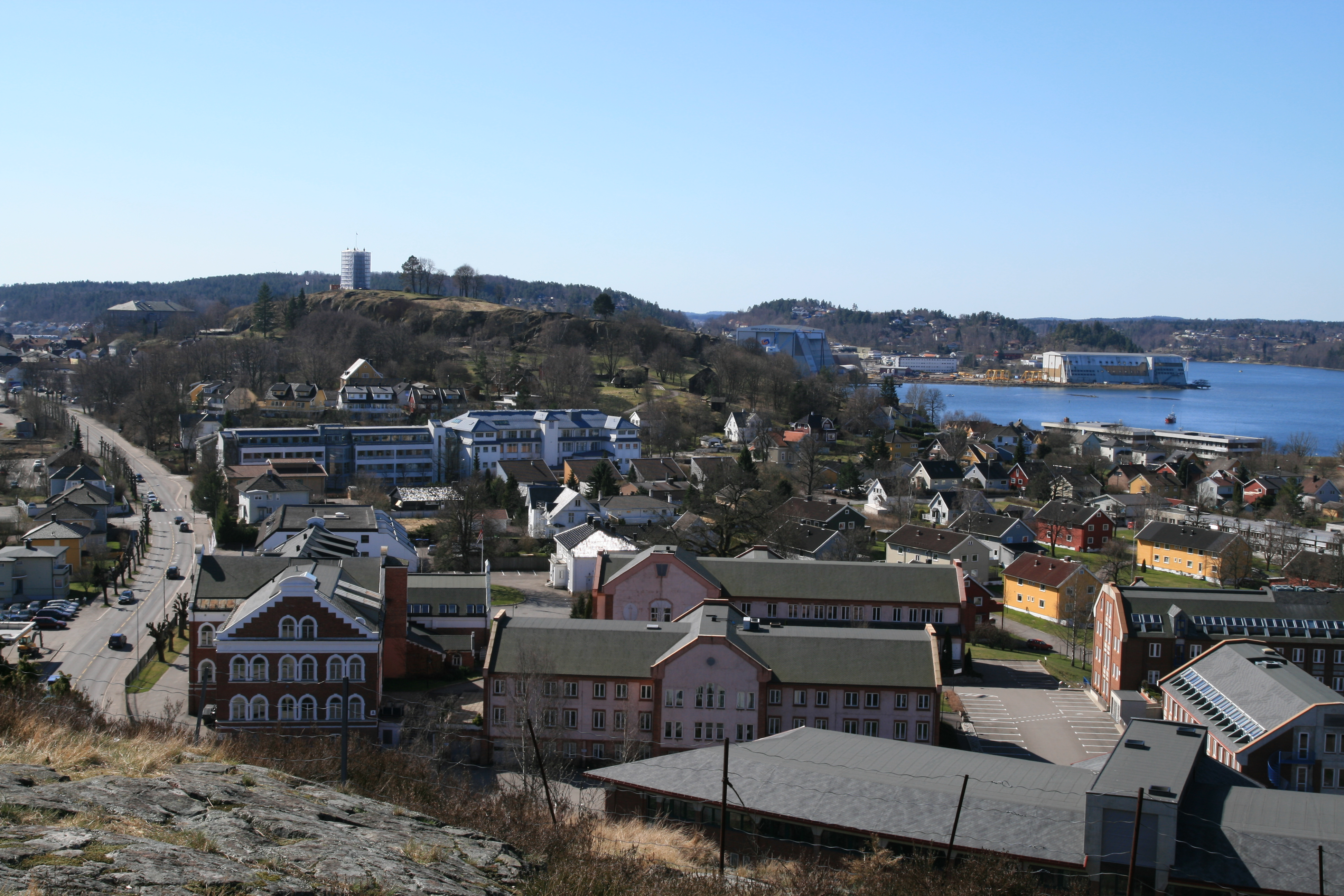
Панорама міста Тенсберґ.
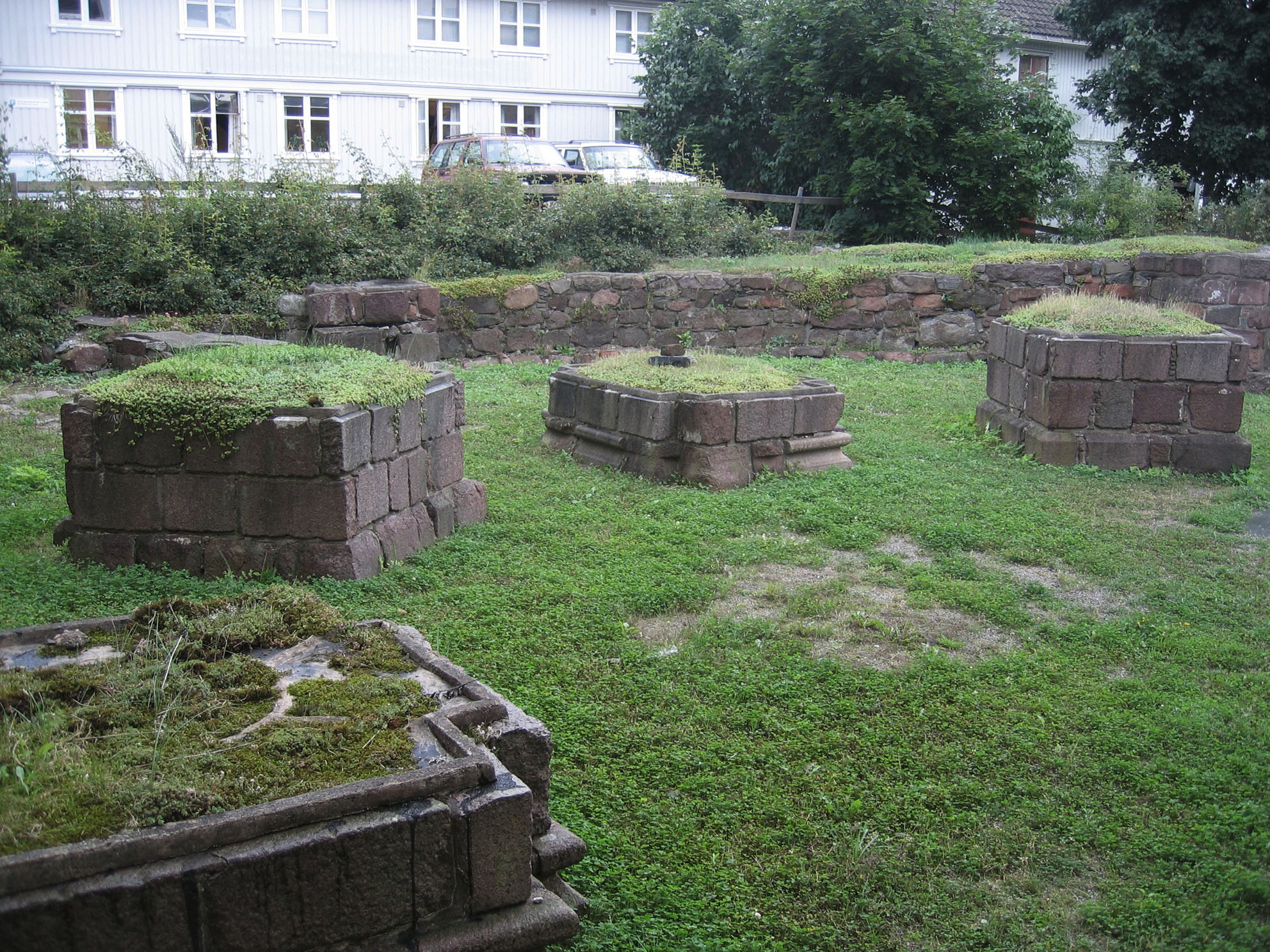
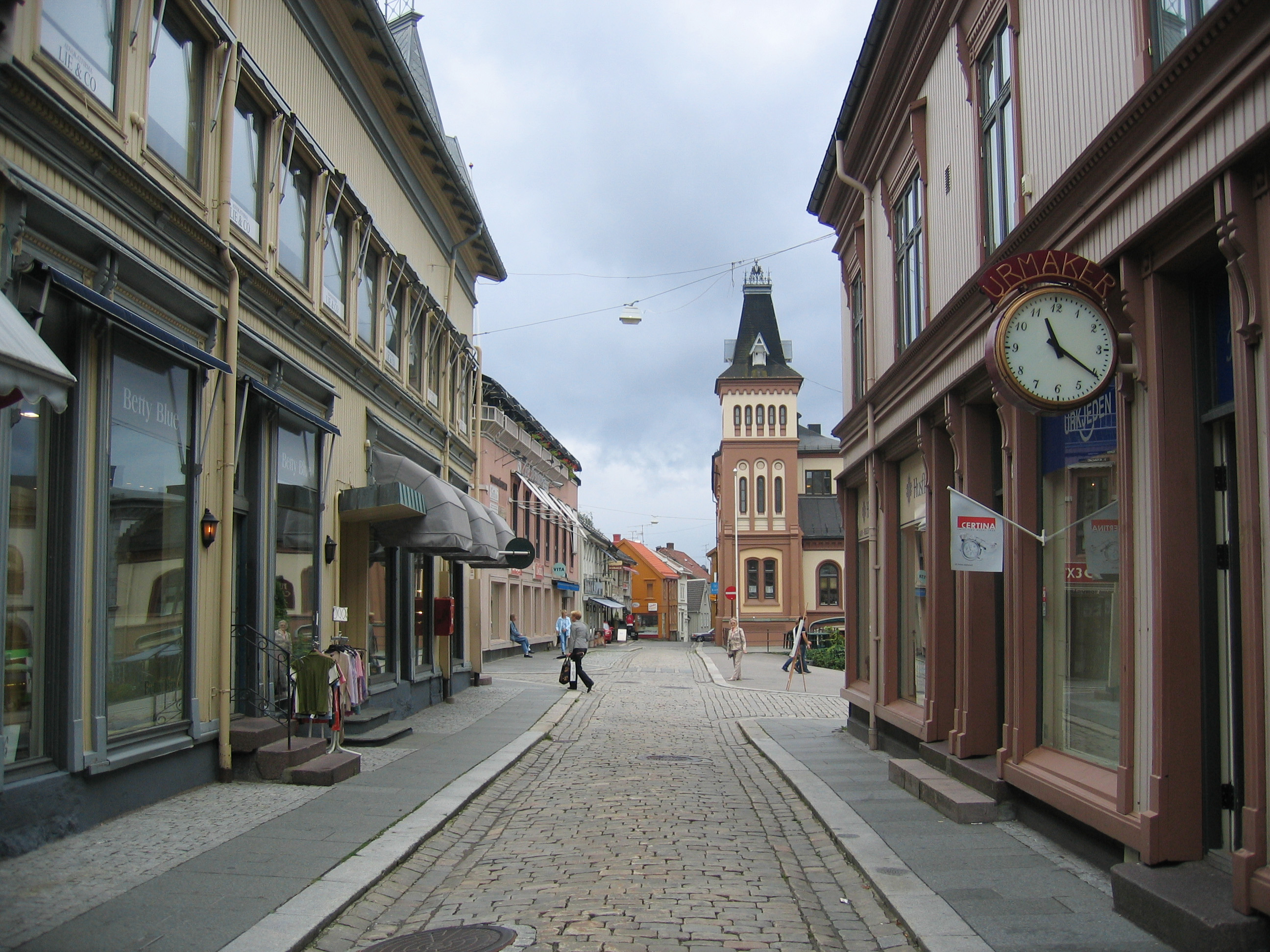
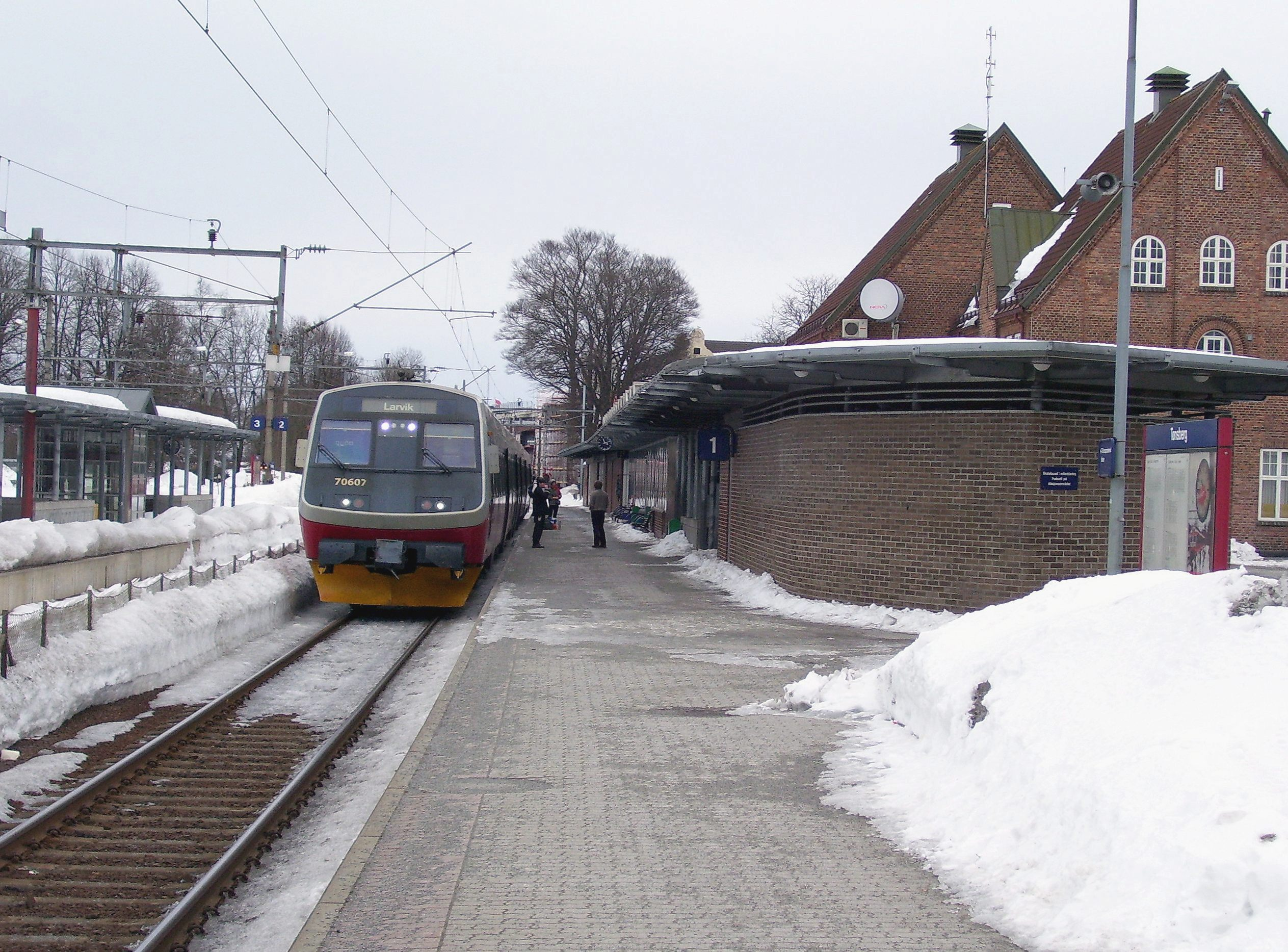
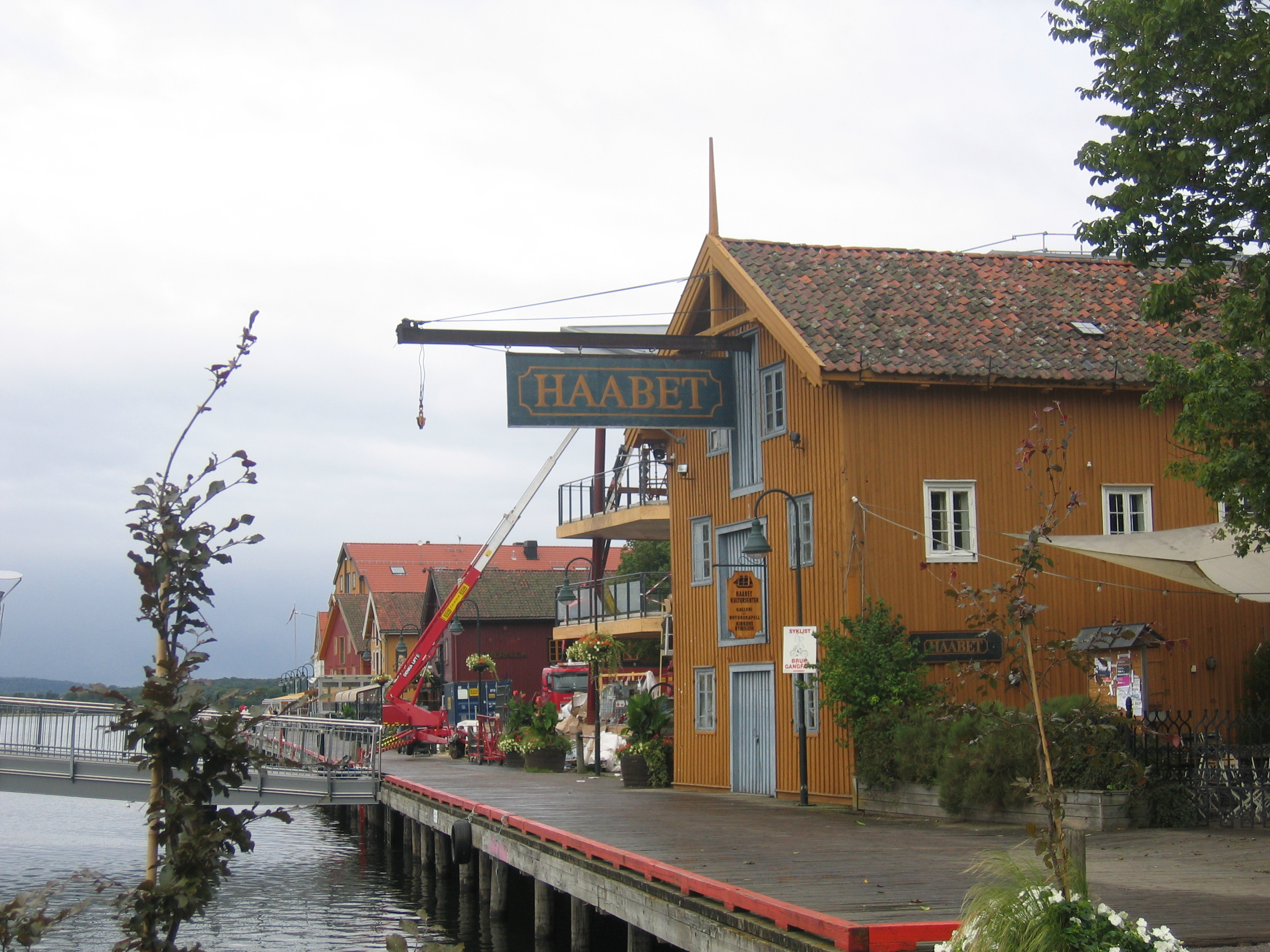